# Émile Félix Fleury
Émile Félix Fleury (Parigi, 23 dicembre 1815 – Parigi, 11 dicembre 1884) è stato un generale, politico e diplomatico francese.

## Biografia
In gioventù dissipò buona parte del patrimonio della sua famiglia e per questo venne costretto all'esilio all'estero, scegliendo di portarsi a Londra dove incontrò Victor de Persigny e Luigi Napoleone Bonaparte che come lui si trovavano in esilio, ma per ben altri motivi.
Fleury riuscì a tornare in patria nel 1837 scegliendo di entrare nel corpo dei spahis in servizio in Algeria, presso il quale ebbe modo di distinguersi. Rapidamente venne nominato tenente (1840), poi capitano (1844). Di ritorno in Francia nel luglio del 1848 venne nominato chef d'escadron, decise di aderire con entusiasmo al partito bonapartista ed alla causa di Luigi Napoleone Bonaparte.
Nel 1851, Fleury prese parte alla spedizione in Cabilia. Tornò in Francia per i preparativi e l'esecuzione poi del colpo di stato del 2 dicembre 1851 (venne ferito alla testa nel corso di quegli eventi).

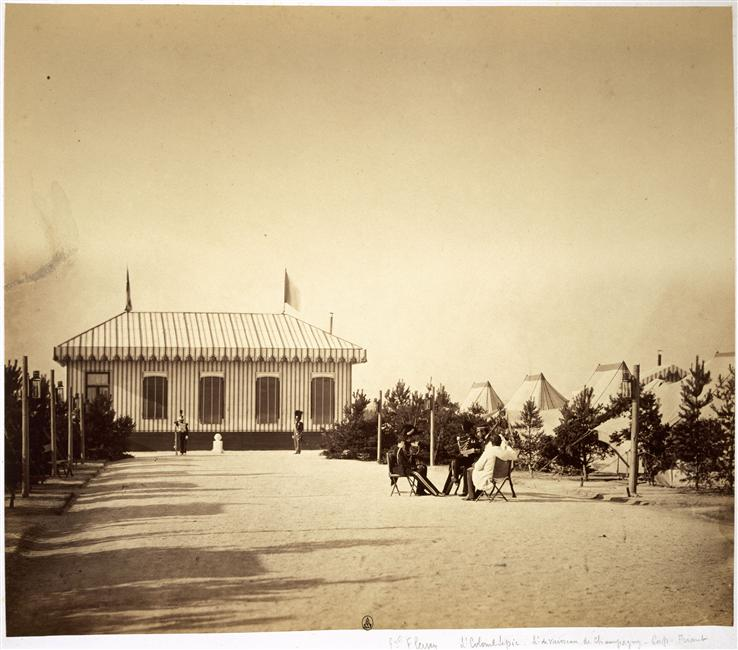
Al camp de châlons nel 1857..

Promosso colonnello con la fondazione del Secondo Impero Francese, divenne aiutante di campo di Napoleone III, primo scudiero e poi grande scudiero della Corona nel 1862, dopo essere stato promosso generale di divisione nel 1859 ed aver preso parte alla seconda guerra d'indipendenza italiana combattendo, tra le altre, alla battaglia di Magenta. Venne nominato senatore per decreto imperiale del 1865.
Venne incaricato di una serie di missioni diplomatiche, in particolare in Italia presso Vittorio Emanuele II di Savoia. Nel 1869 venne nominato ambasciatore a San Pietroburgo dove fece dei tentativi per la creazione di un'alleanza franco-russa in funzione anti-prussiana, tentativi che però si conclusero in un nulla di fatto.
Con la sconfitta francese nella guerra franco-prussiana del 1870 e la caduta dell'impero, abbandonò le sue funzioni e si esiliò in Svizzera con la sua famiglia, ritirandosi a vita privata.